# متیو موریسون
متیو جیمز موریسون (به انگلیسی: Matthew James Morrison) (متولد ۳۰ اکتبر ۱۹۷۸) بازیگر، رقاص، موزیسین و خواننده-ترانه‌سرای آمریکایی است.
علت شهرت وی اجراهای برادوی و غیر برادوی مانند اجرای شخصیت لینک لارکین در اسپری مو است
همچنین وی به خاطر اجرای نقش ویل شوستر که نامزد جوایز گلدن گلوب و امی شده‌است در سریال شبکه رسانه‌ای فاکس یعنی گلی (۲۰۰۹–اکنون) شهرت دارد.
وی برنده یک جایزه ستلایت برای این نقش شده‌است.
از فیلم‌های معروف او می‌توان به بازی در بازی آرام نقش، ایستگاه فضایی ۷۶ و تب لاله اشاره کرد.